# Caulophacus otifolium
Caulophacus otifolium är en svampdjursart som beskrevs av Isao Ijima 1903. Caulophacus otifolium ingår i släktet Caulophacus och familjen Rossellidae. Inga underarter finns listade i Catalogue of Life.